# Ханко (полуостров)
Ха́нко (фин. Hankoniemi, швед. Hangö udd, в русских источниках — Га́нгут, Ганге, Ганге-Удд) — полуостров на северном берегу Финского залива Балтийского моря на юго-западной оконечности Финляндии. Самая южная часть материковой Финляндии.
Грунт — песчаная морена, представляющая собой завершение южной моренной гряды Салпаусселькя. Полуостров имеет много длинных песчаных пляжей, а также окружён архипелагом.
Административно полуостров входит в провинцию Уусимаа. В южной части полуострова расположен город Ханко.

## История
27 июля (7 августа по новому стилю) 1714 года у полуострова состоялось знаменитое морское Гангутское сражение между русской, под руководством русского царя (а 7 лет спустя — первого Императора Всероссийского) Петра Первого и адмирала Фёдора Апраксина с одной стороны и шведской флотилиями под командованием короля Карла XII c другой, закончившееся убедительной победой русских.
5 июня 1855 года в ходе Крымской войны, британские моряки с парового корвета HMS Cossack, действовавшего на Балтике, высадились на баркасе c белым флагом на берег полуострова, но были расстреляны российскими войсками. Аналогичные действия английских военных моряков близ Севастополя и Одессы носили разведывательный характер — с целью промера глубин. Инцидент получил название «резня в Ханко» (The Honga massacre), который обсуждался в парламенте Англии 18 июня 1855 года. Карл Маркс и Фридрих Энгельс написали об этом событии заметку в выпуске № 257 Neue Oder-Zeitung за 1855 год:

Ежедневная пресса разразилась криками негодования по поводу «вероломного убийства», совершённого русскими у Гангэ. Между тем «Morning Chronicle» признаёт, что корабли под белым флагом использовались англичанами для промера морских глубин и для шпионажа у русских позиций — например, у Севастополя и Одессы.
По утверждению российской стороны, никакого убийства не было, равно как и не было никаких парламентёров и белого флага: 16 моряков парового фрегата HMS «Cossack» 24 мая 1855 года высадились на Ханко и стали грабить местный посёлок. Спешно прибывший прапорщик Исидор Сверчков во главе команды из 50 солдат захватил в плен 11 моряков и приказал оставшимся в шлюпке сдаваться, а при их попытке отчалить от берега приказал открыть огонь. Были убиты 5 англичан и финский лоцман, ещё 4 моряка ранены и захвачены в плен, захвачены бывшие при каждом «парламентёре» ружья и кормовой британский военный флаг с баркаса. Англичане исказили события на Ханко и использовали их как повод для информационной войны против России.
В марте 1940 года, после Зимней войны, СССР получил от Финляндии в аренду на 30 лет южную часть полуострова с городом Ханко для создания военно-морской базы. Впрочем, советская база просуществовала до декабря 1941 года.
19 сентября 1944 года в связи с прекращением военных действий со стороны Финляндии 4 сентября и со стороны Советского Союза 5 сентября 1944 года, в Москве было подписано Соглашение о перемирии, согласно которому Финляндия обязалась отвести свои войска за линию советско-финляндской границы, определённой мирным договором от 12 марта 1940 года. При этом Советский Союз отказывался от своих прав на аренду полуострова Ханко, предоставленных ему Мирным договором 1940 года, а Финляндия обязывалась предоставить Советскому Союзу на правах аренды сроком на 50 лет территорию и водные пространства для создания советской военно-морской базы в районе полуострова Порккала-Удд.

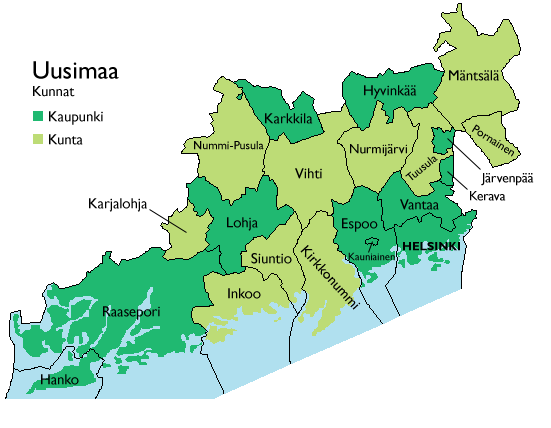
Городской муниципалитет Ханко на карте провинции Уусимаа